# FK TSK Simferopol
Futbolnyj klub TSK Simferopol (rusky «Футбольный клуб «ТСК» Симферополь) je ruský fotbalový klub z města Simferopol. Od sezóny 2015/16 hraje v Premjer lige (nejvyšší soutěž). Klub byl založen v roce 2014 po ruské anexi Krymu. Ve městě nahradil zrušený ukrajinský klub SK Tavrija Simferopol. Zkratka TSK znamená Таврия - Симферополь - Крым (Tavrija - Simferopol - Krym).
1. ledna 2015 byl klub společně s týmy FK SKČF Sevastopol a PFK Žemčužina Jalta vyloučen z ruského svazu kvůli nátlaku UEFA o jejich statusu v rámci ukrajinské krize. V dalším ročníku 2015/16 se klub přihlásil do Krymského fotbalového svazu a stal se zakládajícím členem nové Krymské ligy.

## Získané trofeje
- Premjer liga KFS ( 1x )
  - 2015/16

## Soupiska
Aktuální k datu: 16. března 2016
| Číslo |          | Pozice | Hráč                |
| ----- | -------- | ------ | ------------------- |
| 1     | Rusko    | B      | Vjačeslav Bazinevič |
| 22    | Rusko    | B      | Fez Gorelik         |
| 3     | Rusko    | O      | Nažaddi Ibragimov   |
| 9     | Rusko    | O      | Roman Klimentovskij |
| 11    | Rusko    | O      | Anton Monachov      |
| 14    | Rusko    | O      | Aleksandr Kreščik   |
| 16    | Rusko    | O      | Rollan Pogorelcev   |
| 20    | Ukrajina | O      | Ihor Burjak         |
| 2     | Rusko    | Z      | Azamat Dzoblajev    |

| Číslo |          | Pozice | Hráč                |
| ----- | -------- | ------ | ------------------- |
| 5     | Rusko    | Z      | Stanislav Pečjonkin |
| 7     | Ukrajina | Z      | Denis Holajdo       |
| 8     | Ukrajina | Z      | Jevhenij Odincov    |
| 10    | Ukrajina | Z      | Maksim Prichodnoj   |
| 17    | Rusko    | Z      | Arsen Abljametov    |
| 18    | Rusko    | Z      | Sergej Melnik       |
| 13    | Rusko    | Ú      | Valerij Basnev      |
| 15    | Rusko    | Ú      | Zaud Kaznev         |
| 19    | Rusko    | Ú      | Azamat Kuračinov    |

## Umístění v jednotlivých sezonách
Legenda: Z - zápasy, V - výhry, R - remízy, P - porážky, VG - vstřelené góly, OG - obdržené góly, +/- - rozdíl skóre, B - body, červené podbarvení - sestup, zelené podbarvení - postup, světle fialové podbarvení - přesun do jiné soutěže
| Rusko (2014 – 2015) |                  |        |                                                             |                                                             |                                                             |                                                             |                                                             |                                                             |                                                             |                                                             |                                                             |
| Sezóny              | Liga             | Úroveň | Z                                                           | V                                                           | R                                                           | P                                                           | VG                                                          | OG                                                          | +/-                                                         | B                                                           | Pozice                                                      |
| 2014/15             | PFL – sk. Jug    | 3      | Klub byl vyloučen z ruského svazu, výsledky byly anulovány. | Klub byl vyloučen z ruského svazu, výsledky byly anulovány. | Klub byl vyloučen z ruského svazu, výsledky byly anulovány. | Klub byl vyloučen z ruského svazu, výsledky byly anulovány. | Klub byl vyloučen z ruského svazu, výsledky byly anulovány. | Klub byl vyloučen z ruského svazu, výsledky byly anulovány. | Klub byl vyloučen z ruského svazu, výsledky byly anulovány. | Klub byl vyloučen z ruského svazu, výsledky byly anulovány. | Klub byl vyloučen z ruského svazu, výsledky byly anulovány. |
| Krym (2015 – )      |                  |        |                                                             |                                                             |                                                             |                                                             |                                                             |                                                             |                                                             |                                                             |                                                             |
| Sezóny              | Liga             | Úroveň | Z                                                           | V                                                           | R                                                           | P                                                           | VG                                                          | OG                                                          | +/-                                                         | B                                                           | Pozice                                                      |
| 2015/16             | Premjer liga KFS | 1      | 28                                                          | 21                                                          | 5                                                           | 2                                                           | 51                                                          | 19                                                          | +32                                                         | 68                                                          | 1.                                                          |
| 2016/17             | Premjer liga KFS | 1      | 28                                                          |                                                             |                                                             |                                                             |                                                             |                                                             |                                                             |                                                             |                                                             |